# Wjartsilja
Wjartsilja (russisch Вяртсиля, finnisch Värtsilä) ist eine Siedlung städtischen Typs in der Republik Karelien im Nordwesten Russlands. Sie liegt im Rajon Sortawala unmittelbar an der Grenze zu Finnland und hat 3080 Einwohner (Stand 14. Oktober 2010).

## Geschichte
Vor dem Zweiten Weltkrieg gehörte Wjartsilja zu Finnland und trug den Namen Värtsilä. Das zur Gemeinde Tohmajärvi gehörige Dorf entwickelte sich im 19. Jahrhundert zu einem bedeutenden Industrieort. Den Anfang der Industrialisierung in Wjartsilja markiert der Bau eines Sägewerks im Jahr 1834. Der Industrielle Nils Ludvig Arppe übernahm dieses zwei Jahre später und gründete 1852 eine Eisenhütte. Aus dem Nachlass Arppes ging der finnische Wärtsilä-Konzern hervor, der seinen Namen nach dem Ort trägt und heute Schiffsmotoren herstellt. Durch die Industrie wuchs der Ort stark an, sodass 1920 die Gemeinde Värtsilä aus Tohmajärvi gelöst wurde. Nach dem finnisch-sowjetischen Winterkrieg trat Finnland Wjartsilja an die Sowjetunion ab. Im Fortsetzungskrieg eroberten die Finnen den Ort 1941 zurück, mussten ihn aber nach Ende des Krieges 1944 wieder abtreten. Wjartsilja war von den sowjetischen Truppen bei ihrem Abzug zu Beginn des Fortsetzungskrieges niedergebrannt worden, wurde nach dem Krieg aber wiederaufgebaut und entwickelte sich erneut zu einem Industrieort.

### Bevölkerungsentwicklung
| Jahr | Einwohner |
| ---- | --------- |
| 1959 | 3794      |
| 1970 | 3860      |
| 1979 | 2935      |
| 1989 | 2915      |
| 2002 | 3230      |
| 2010 | 3080      |

Anmerkung: Volkszählungsdaten